# Fort Smith (Arkansas)
Fort Smith és una població dels Estats Units a l'estat d'Arkansas. Segons el cens del 2000 tenia 80.268 habitants.

## Demografia
Segons el cens del 2000, Fort Smith tenia 80.268 habitants, 32.398 habitatges, i 20.637 famílies. La densitat de població era de 615,5 habitants/km².
Dels 32.398 habitatges en un 30,8% hi vivien nens de menys de 18 anys, en un 47,1% hi vivien parelles casades, en un 12,3% dones solteres, i en un 36,3% no eren unitats familiars. En el 30,7% dels habitatges hi vivien persones soles el 10,9% de les quals corresponia a persones de 65 anys o més que vivien soles. El nombre mitjà de persones vivint en cada habitatge era de 2,42 i el nombre mitjà de persones que vivien en cada família era de 3,03.
Per edats la població es repartia de la següent manera: un 25,4% tenia menys de 18 anys, un 9,8% entre 18 i 24, un 29,3% entre 25 i 44, un 21,8% de 45 a 60 i un 13,7% 65 anys o més.
L'edat mediana era de 35 anys. Per cada 100 dones de 18 o més anys hi havia 91 homes.
La renda mediana per habitatge era de 32.157 $ i la renda mediana per família de 41.012 $. Els homes tenien una renda mediana de 29.799 $ mentre que les dones 22.276 $. La renda per capita de la població era de 18.994 $. Entorn del 12,1% de les famílies i el 15,8% de la població estaven per davall del llindar de pobresa.

## Poblacions més properes
El següent diagrama mostra les poblacions més properes.